# 宇野利雄
宇野 利雄（うの としお、1902年4月8日 - 1998年11月29日）は、日本の数学者。

## 略歴
千葉県佐倉市生まれ。旧制千葉県立佐倉中学（現在の千葉県立佐倉高等学校）、旧制第一高等学校（現在の東京大学教養学部）を経て東京帝国大学（現在の東京大学）理学部数学科卒業。理学博士（東北帝國大学）。1928年東京商船学校教授、1941年京城帝国大学教授。戦後、1949年東京都立大学 (1949-2011)教授、1959年日本大学教授を歴任。「コンピュータ黎明期のコンセプトメーカー」と『計算機屋かく戦えり』では書かれている。手計算や機械式計算機といった計算力が限られていた時代からの数値解析・計算科学の第一人者として、電子計算機のパイオニアであったと同時に、その経験から誤差の扱い等についても注意を与えていた先駆者であった。厚生省厚生統計評議会委員、文部省統計数理研究所評議委員会評議員を歴任。情報処理学会名誉会員。勲四等瑞宝章受章。

## 主な著書
- 『数値計算論（解析数学叢書）』（1947年、岩波書店）
- 『力学通論』（1950年、朝倉書店）
- 『統計学－大学教課』編著（1953年、養賢堂）
- 『数理統計学演習』（1955年、共立出版）
- 『微分積分学Ⅰ・Ⅱ』（1956年、共立出版）
- 『わかる計算法』（1960年5月、岩崎書店）
- 『ポテンシャル』（1961年、培風館）
- 『計算機のための数値計算』（1963年、朝倉書店）
- 『級数入門－解析学を学ぶ人のために』（1965年、培風館）
- 『最大原理入門』（1967年、共立出版）
- 『計算機のための数値計算』（1963年、朝倉書店）
- 『電子計算機のための数値計算法』（1972年、培風館）
- 『ラプラス変換』（1974年、共立出版）
- 『日本の数学百年史』共著

## 関連著書
- 『計算機屋かく戦えり』遠藤諭
- 『名誉会員　宇野利雄博士を偲ぶ』森口繁一（1999年3月、情報処理学会会誌）
- 『数学者・宇野利雄との約束』宇野一郎（2007年5月、文芸社）